# Melón de Borgoña

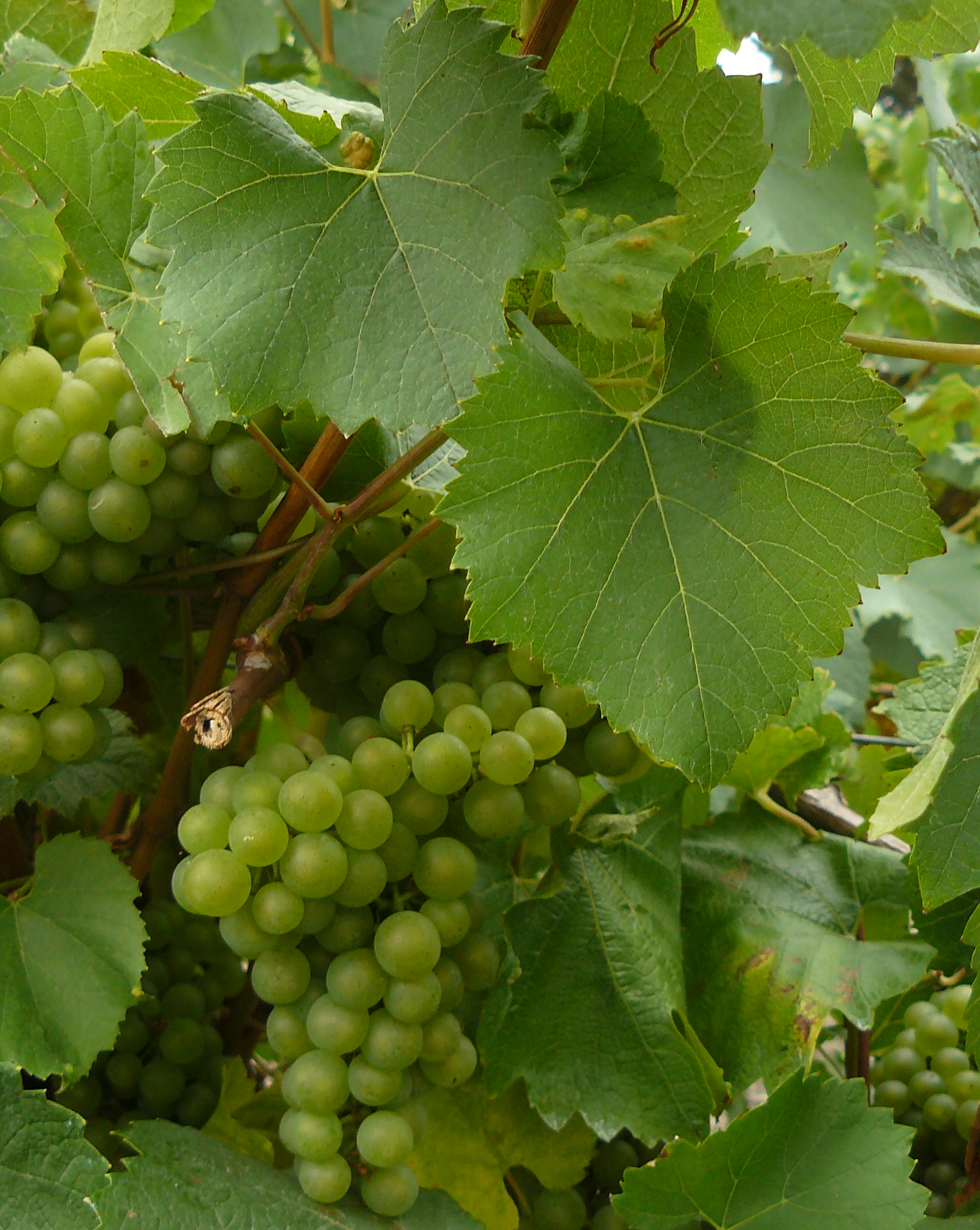
Racimos de melón de Borgoña.

La melón de Borgoña o melón, conocida en francés como melon de Bourgogne, es una cepa de uva blanca de origen francés. Es originaria de Borgoña, aunque tiene poca presencia en esta región. En cambio, se la cultiva extensamente en el departamento Loira Atlántico, donde se la conoce como muscadet, y es la base de los vinos de las AOC Muscadet, Muscadet-Sèvre-et-Maine, Muscadet-Côtes-de-Grandlieu y Muscadet-Coteaux-de-la-Loire. Es una cepa medianamente vigorosa, de rendimiento medio. Produce vinos blancos agradables y poco ácidos.

## Historia
La melón es una cepa borgoñona, pero su cultivo allí ha sido insignificante durante mucho tiempo. Fue introducida en la región del Loira hacia 1635.
Durante el auge comercial holandés del siglo XVII los holandeses buscaron nuevas fuentes de abastecimiento de vinos. La destrucción de los viñedos renanos y palatinos, tradicionales proveedores del vino consumido en las Provincias Unidas, durante la guerra de los Treinta Años y la guerra de la liga de Augsburgo,  los impulsó a proveerse en la costa occidental francesa. Debido a las altas tarifas al comercio establecidas en Ingrandes, los holandeses establecieron río abajo de esta ciudad extensos viñedos destinados a la producción de vinos baratos. Allí dieron preferencia a la cepas melón y gros plant, resistentes al clima atlántico y moderadamente productivas.
La cepa melón se impuso en el Pays Nantais después del terrible invierno de 1709, que destruyó los viñedos de otras variedades más frágiles.
En 1999, investigadores de la Universidad de California en Davis descubrieron que la melón es resultado del cruce entre las cepas gouais blanc y la pinot blanc.

## Regiones
En Francia el cultivo de la melón ocupa más de 11000 ha, estando la mayoría ubicadas en el marco de las denominaciones Muscadet. Estos cultivos constituyen el más grande viñedo monovarietal de Europa.

En Estados Unidos la melón es cultivada en pequeña escala en los estados de Oregón y Washington.

## Características ampelográficas
La cepa melón se distingue por las siguientes características ampelograficas:
- El extremo de los sarmientos jóvenes es algodonoso con ribete rojo
- El sarmiento es entre los nudos verde, o tiene débiles rayas rojas.
- Las hojas jóvenes son de color amarillo-verdoso
- Las hojas adultas son orbiculares, completas, con un seno peciolar poco abierto o cerrado, con dientes rectilíneos en los bordes y el limbo convexo.
- Produce racimos pequeños y medianos, con uvas pequeñas y redondas.

## Viticultura
Cepa de porte recto,  requiere de una poda moderadamente larga puesto que los brotes bajos son poco fértiles. Se adapta bien en terrenos arcillosos-silíceos, ligeramente húmedos y frescos. Es resistente a las heladas y madura tempranamente.

## Sinónimos
La melon de Bourgogne también es conocida como auxerrois gros, biaune, blanc de Nantes, bourgogne blanche, bourgogne verde, bourgogne verte, bourguignon blanc, clozier, feher nagyburgundi, feuille ronde, gamay blanc, gamay blanc à feuilles rondes, gamay blanc feullies rondes, game kruglolistnyi, gros auxerrois, gros blanc, grosse saint marie, lyonnais, lyonnaise blanche, malin blanc, mele, melon, meurlon, mourlon, muscadet, perry, petit bourgogne, petit muscadet, petite biaune, petoin, petouin, picarneau, plant de Lons-le-Saulnie, Roussette Basse, Später Weisser Burgunder, y Weisser Burgunder.